# Cleopatra guillemei
Cleopatra guillemei là một loài ốc nước ngọt với một nắp, là động vật chân bụng sống dưới nước động vật thân mềm thuộc họ Paludomidae.
Loài này có ở Burundi, Kenya, Tanzania, và có thể Uganda. Nơi sống tự nhiên của chúng là sông ngòi and đầm nước.